# اس‌ام یو-۱۵۲
اس‌ام یو-۱۵۲ (به انگلیسی: SM U-152) یک زیردریایی به طول ۶۵ متر (۲۱۳ فوت) بود که در سال ۱۹۱۷ ساخته شد.